# Микеле Плачидо
Микеле Плачидо (на италиански: Michele Placido) e италиански актьор и режисьор. Известен е с ролята на комисар Корадо Катани в сериала „Октопод“. Други филми с негово участие известни в България са „Живи Легенди“, „Сорая“, „Непознатата“, „Сицилианска връзка“ и сериала „Почти идеален баща“.

## Избрана филмография
| година      | филм               | оригинално заглавие  | роля               | режисьор       | бележки   |
| ----------- | ------------------ | -------------------- | ------------------ | -------------- | --------- |
| 1979        | Един мъж на колене | Un uomo in ginocchio | Антонио Платамонте | Дамяно Дамяни  |           |
| 1981        | Трима братя        | Tre fratelli         | Никола Джурана     | Франческо Рози |           |
| 1984 – 2001 | Октопод            | La Piovra            | Корадо Катани      | екип           | ТВ сериал |